# Corneni
Corneni – wieś w Rumunii, w okręgu Kluż, w gminie Aluniș. W 2011 roku liczyła 132 mieszkańców.